# Rudolf Kawiński
Rudolf Artur Kawiński (ur. 1 września 1887 w Krakowie, zm. ?) – pułkownik dyplomowany piechoty Wojska Polskiego, kawaler Orderu Virtuti Militari.

## Życiorys
Rudolf Artur Kawiński, syn Grzegorza, urodził się 1 września 1887 roku. W 1913 roku pełnił służbę w c. i k. 30 batalionie strzelców polnych w Steyr, w Górnej Austrii. Na starszego porucznika (niem. Oberleutnant) został awansowany ze starszeństwem z 1 maja 1913 roku. Podczas I wojny światowej w stopniu kapitana służył w austriackim 20 batalionie strzelców polowych.
Po odzyskaniu przez Polskę niepodległości wstąpił do Wojska Polskiego. Został zweryfikowany w stopniu rotmistrza. W tym stopniu został dowódcą Lotnym Oddziale Żandarmerii Polowej we Lwowie, jednostki sformowanej w garnizonie Lwów rozkazem z dnia 28 grudnia 1918. 5 maja 1919 roku został formalnie przyjęty do Wojska Polskiego z byłej armii austro-węgierskiej z zatwierdzeniem posiadanego stopnia kapitana ze starszeństwem z dniem 1 września 1915 roku. Podczas wojny polsko-bolszewicka od 1920 do 1921 sprawował stanowisko szefa sztabu Dywizji Górskiej. 15 lipca 1920 roku został zatwierdzony z dniem 1 kwietnia 1920 roku w stopniu majora, w piechocie, w grupie oficerów byłej cesarskiej i królewskiej armii. Od 1 czerwca 1921 roku jego oddziałem macierzystym był 3 pułk Strzelców Podhalańskich. 3 maja 1922 roku został zweryfikowany w stopniu podpułkownika ze starszeństwem z dniem 1 czerwca 1919 roku i 121. lokatą w korpusie oficerów piechoty. W latach 1922–1923 był słuchaczem Kursu Doszkolenia Wyższej Szkoły Wojennej w Warszawie, pozostając oficerem nadetatowym 6 pułku piechoty Legionów w Wilnie. 15 października 1923 roku, po ukończeniu kursu i otrzymaniu dyplomu naukowego oficera Sztabu Generalnego, został przeniesiony na stanowisko dowódcy 55 Poznańskiego pułku piechoty w Lesznie. 22 października 1923 roku został przeniesiony ewidencyjnie z 6 pułku piechoty Legionów do 55 pułku piechoty z pozostawieniem na zajmowanym stanowisku pełniącego obowiązki dowódcy pułku. 15 października 1924 roku został przeniesiony do Dowództwa Okręgu Korpusu Nr V w Krakowie na stanowisko szefa sztabu. 1 grudnia 1924 roku został awansowany na pułkownika ze starszeństwem z dniem 15 sierpnia 1924 roku i 11. lokatą w korpusie oficerów piechoty. W tym samym roku był inicjatorem ustanowienia pomnika żołnierzy pułku. 5 czerwca 1926 roku został przydzielony do dyspozycji szefa Sztabu Generalnego, a z dniem 1 września 1926 roku został przeniesiony z dyspozycji dowódcy Okręgu Korpusu Nr V do Generalnego Inspektoratu Sił Zbrojnych w Warszawie na stanowisko I oficera sztabu Inspektora Armii, generała dywizji Leonarda Skierskiego. 19 marca 1927 roku został mianowany dowódcą piechoty dywizyjnej 17 Wielkopolskiej Dywizji Piechoty w garnizonie Gniezno. 23 października 1931 roku został mianowany pomocnikiem dowódcy Okręgu Korpusu Nr X w Przemyślu do spraw uzupełnień. Z dniem 30 czerwca 1934 roku został przeniesiony w stan spoczynku. W 1939 roku przebywał w zajętym przez bolszewików Lwowie.

## Ordery i odznaczenia
- Krzyż Srebrny Orderu Wojskowego Virtuti Militari nr 2719 – 10 sierpnia 1922[26] (udekorowany 17 kwietnia 1921 we Lwowie przez gen. broni Tadeusza Rozwadowskiego)[27][28]
- Krzyż Walecznych (czterokrotnie, po raz 1 i 2 w 1922)[29]
- Złoty Krzyż Zasługi (17 marca 1930)[30]
- Odznaka Pamiątkowa Generalnego Inspektora Sił Zbrojnych (12 maja 1936)
- Order Korony Żelaznej III klasy z dekoracją wojenną i mieczami (Austro-Węgry, 1918)[5]
- Krzyż Jubileuszowy Wojskowy (Austro-Węgry)